# Miecznicy radomscy
Miecznicy radomscy – chronologiczna lista osób piastujących urząd miecznika radomskiego.

## Miecznicy
- Bogusław Bobrowski 1726-1746
- Antoni Tymiński 1746-1756
- Michał Tymiński 1757
- Michał Jagniątkowski 1757-1764
- Andrzej Dunin Wąsowicz 1764-1768
- Franciszek Kochanowski 1768-1775
- Jan Bukowiecki 1775-1783
- Stanisław Kochanowski 1783-1789
- Bartłomiej Zdziechowski 1789-1790
- Rafał Kamieniecki 1790-1792

## Życiorys
- Sebastian Piątkowski, w: Radom - poznać i zrozumieć historię swojego miasta, Radom 2008, s. 110.